# Пісуерга
Пісуерга (ісп. Pisuerga) — річка на півночі Іспанії, друга за величиною притока Дору. Довжина річки становить 283 км, площа водозбірного басейну — 15 828 км2. Середня витрата води близько 70 м3/с.
Бере початок у Кантабрійських горах. Протікає через місто Вальядолід, нижче від якого впадає в Дору. Від 1950 року стік річки зарегульований водосховищем поблизу Агілар-де-Кампоо, що дозволяє обводнити плато Месета.

## Притоки
- Есгева[es]
- Арланса
- Одра[es]
- Вальдавія[ru]